# کرستی ساراپو
کرستی ساراپو (انگلیسی: Kersti Sarapuu؛ زادهٔ ۵ مهٔ ۱۹۵۴)  سیاستمدار و نماینده مجلس اهل استونی است.